# Maurice Dunand
Maurice Dunand, nascut el 4 de març de 1898 a Loisin (Alta Savoia) i va morir a la mateixa ciutat el 23 de març de 1987, fou un arqueòleg francès especialitzat en l'Antic Orient Pròxim, qui es va exercir com a director de la Missió Arqueològica Francesa al Líban. Va excavar els anys 1924-1975 a Biblos. Segons el Jean-Pierre Thiollet, l'autor de Je m'appelle Byblos (El meu nom és Biblos), «és gràcies a ell, als seus esforços i la col·laboració dels equips que va dirigir, que Biblos va ser clar en el seu conjunt (...) El material descobert amb raó es pot considerar únic per al coneixement de la religió i de l'art fenici, sinó de totes les influències que han permeat aquest lloc durant segles.».
Maurice Dunand va emetre el sil·labari de Biblos en la seva monografia Byblia Grammata, publicat el 1945.
Va dividir el Neolític del Pròxim Orient en tres etapes basades en nivells de capes de Biblos. Des del 1963 també va excavar el temple d'Eshmun prop del Sidó.
Durant la Guerra Civil Libanesa, va deixar el Líban, portant amb si els seus arxius, que es van mantenir a la Universitat de Ginebra, però finalment van ser retornats al Líban.